# Microstylum fulvicaudatum
Microstylum fulvicaudatum är en tvåvingeart som beskrevs av Jacques-Marie-Frangile Bigot 1878. Microstylum fulvicaudatum ingår i släktet Microstylum och familjen rovflugor. Inga underarter finns listade i Catalogue of Life.